# Понцио, Дионисий
Дионисий Понцио, в миру — Франческо (итал. Dionisio Ponzio, 1567 или 1568, Никастро — 2 сентября 1604, Стамбул) — итальянский священнослужитель, монах ордена доминиканцев, соратник Т. Кампанеллы. Один из лидеров антииспанского заговора 1599 года в Калабрии. После провала восстания бежал из следственной тюрьмы, обосновался в Стамбуле и принял ислам.

## Биография
Родился в знатной семье, его дядя — Пьетро Понцио — занимал пост провинциала доминиканского ордена. Вступил в монастырь в раннем возрасте. В монастыре в 1586 году познакомился с Томмазо Кампанеллой, чьё учение произвело на Дионисия огромное впечатление и он сам стал его проповедовать другим монахам. В 1589 году Дионисио был направлен для продолжения образования в Неаполь, где также виделся с Кампанеллой. В 1591 году Понцио был избран своим орденом для отстаивания его интересов в Риме. В 1592 году посетил Болонью для получения учёной степени. По-видимому, около 1593 или 1594 года Дионисио вернулся в Неаполь, а далее был назначен в Калабрию. В 1595—1596 годах вновь работал в Риме и, по-видимому, виделся с Кампанеллой, находившимся под следствием Римской инквизиции. Летом 1598 года Дионисио был удостоен духовного сана и вновь назначен в миссию при папском дворе. Сосланный в Калабрию Кампанелла в 1598—1599 годах вёл проповедь эсхатологического содержания и призывал к активным действиям против испанских властей. В мае 1599 года Понцио вернулся в Калабрию и начал подготовку восстания, встретившись как с местными аристократами-заговорщиками, так и бандитами. Понцио вёл проповедь в Катандзаро, вербуя сторонников. Глава вооружённых сил заговорщиков — Маурицио де Ринальдис — начал переговоры с Османской империей для внешней поддержки восстания.
К тому времени Дионисий Понцио перестал быть христианином и крайне радикализировал идеи, которые воспринял от Кампанеллы. Судя по протоколам допросов инквизиции, он открыто называл Христа — «мошенником», отрицал его божественность и воскресение и учил, что не существует ни рая, ни ада, как и смерти. По-видимому, он исповедовал мистический пантеизм. Также он утверждал, что истинный пророк Божий — Кампанелла — неуязвим и даже способен воскрешать мёртвых. 10 августа 1599 года на заговорщиков поступил донос, испанские власти начали активные действия. 28 сентября Понцио был арестован и несколько раз подвергся пыткам, однако никого не выдал.
В октябре 1602 года Дионисию Понцио устроили побег из следственной тюрьмы, через Мальту он переехал в Стамбул, где принял ислам. В турецкой столице он вёл активную миссионерскую работу среди выходцев из Калабрии и даже утверждал, что на его родине живут 300 тайных мусульман, которые готовы к решительным действиям. Он также объявил, что в Стамбул перевезут и Кампанеллу (это сильно ухудшило режим его содержания). В марте 1604 года Понцио подал прошение Священной Конгрегации о разрешении прибыть в Рим, минуя Неаполитанское королевство, но 2 сентября скончался. Кампанелла в своём трактате «Астрология», опубликованном в 1630 году, утверждал, что Дионисий Понцио был убит.